# Miriam-Verlag

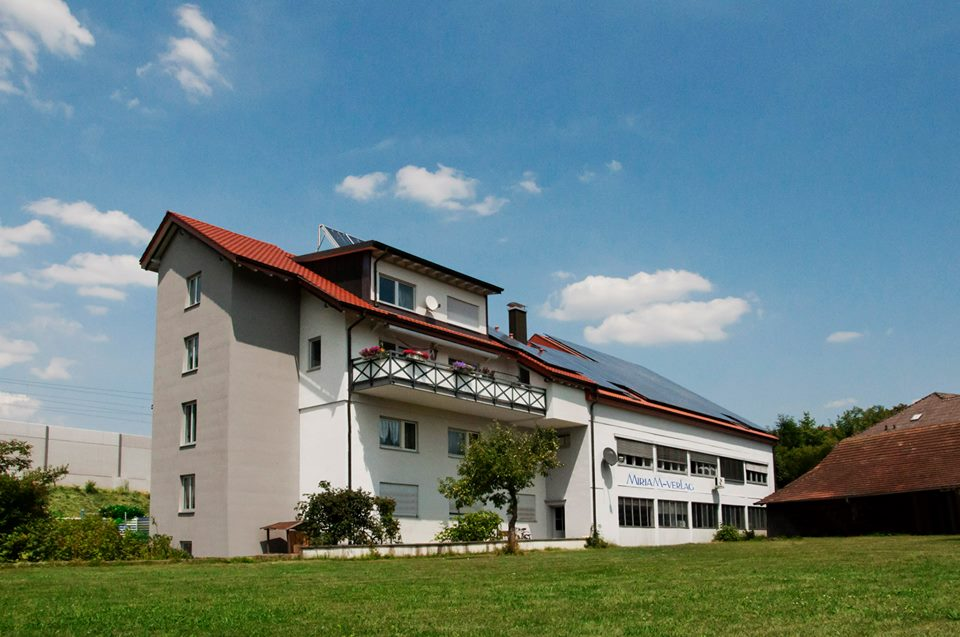
Das Verlagsgebäude des Miriam-Verlags in Jestetten

Der Miriam-Verlag mit Sitz in Jestetten (Landkreis Waldshut) ist ein 1972 gegründeter katholischer Verlag. Er zählt zu den mittelgroßen katholischen Verlagen im deutschsprachigen Raum.

## Geschichte
Der Miriam-Verlag wurde im Januar 1972 von Josef Künzli gegründet, der zunächst eigene religiöse Schriften und Devotionalien, später auch andere Autoren verlegte. Mitte der 1980er Jahre wurde der Verlag um eine eigene Druckerei erweitert, in der bis heute ein Großteil des Verlagsprogramms entsteht. 1992 verstarb der Verlagsgründer und damalige Geschäftsführer Josef Künzli, woraufhin sein Sohn Franz Künzli, bis zu diesem Zeitpunkt Leiter der Druckerei, die Geschäftsführung übernahm. Anfang der 2000er Jahre wurde das Verlagsprogramm um DVDs und CDs erweitert, außerdem werden regelmäßig Bücher aus dem englisch- und spanischsprachigen Bereich ins Deutsche übersetzt. Vereinzelt vertreibt der Verlag auch französische sowie niederländische Ausgaben seiner Bücher. Heute hat der Verlag 10 Mitarbeiter und verfügt über einen eigenen Buchversand.

## Programm und Autoren
Das Programm des Miriam-Verlags umfasst vor allem Sachbücher, Romane und Kinderbücher zu christlichen und katholischen Themen, Marienerscheinungen und Heiligenverehrung sowie zur Lehre der katholischen Kirche, außerdem eine große Zahl von Andachts- und Gebetszetteln, Gebetbüchern, Liederbüchern und Kleinschriften. Seit Mitte der 1980er Jahre besitzt der Miriam-Verlag ein wachsendes Repertoire an Schriften und Veröffentlichungen zu Međugorje. Des Weiteren wurden die Bücher international bekannter katholischer Redner wie Alan Ames, Matthew Kelly, Joseph Vadakkel, James Mariakumar, Mary Usha, Briege McKenna, Marino Restrepo, und P. Joseph K. Bill veröffentlicht.
Zu größerer Bekanntheit gelangten außerdem Reihen wie beispielsweise Die schönsten Mariengeschichten des Pfarrers und Engelwerk-Mitglieds Karl Maria Harrer, in kleinen Bänden herausgegebene Sammlungen themenbezogener Erlebnisse und Erzählungen.

### Autorenliste (Auswahl)
- Alan Ames
- Marga Lauer
- Renate Frommeyer
- Ida Lüthold-Minder
- María von Ágreda
- Matthew Kelly
- Briege McKenna
- Alfons Sarrach
- Marino Restrepo
- Josef Künzli
- Monika Waldhier
- Marinus Maria van Es
- Dr. Alfred Häussler
- Ferdinand Holböck
- Veronika Grohsebner
- Ivan Kordic
- Marie-Therese Isenegger
- Gottfried Egger
- Regis & Mïsa Castro
- Patricia Devlin
- Sr. Mary Usha SND
- Guy Girard
- Benedikt Stolz
- Vinzenz Ruef
- Irmgard Hausmann
- Alfonso Maria de Liguori
- Janko Bubalo
- Julienne du Rosaire
- P. Joseph Vadakkel
- P. James Mariakumar
- John Pridmore
- Beatrix Zureich
- Nahed Mahmoud Metwally
- Helmut Mogge
- P. Joseph K. Bill
- Lino Baracco
- Mary Healy
- P. Petar Ljubicic

## Zeitschriften

### Maria, das Zeichen der Zeit
Die viermal jährlich erscheinende Zeitschrift beinhaltet Hintergründe und Informationen zum Verlagsprogramm sowie Artikel zu aktuellen und christlichen Themen.

### Echo von Medjugorje
Die Monatszeitschrift beinhaltet sämtliche aktuelle Botschaften aus Medjugorje, außerdem reflektierende Betrachtungen derselben sowie Hintergründe, Gebetsmeinungen und Informationen zu Veranstaltungen und Pilgerfahrten.